# Igor Kroitzsch
Igor Victorowitsch Kroitzsch (* 1960 in Potsdam) ist ein deutscher Schriftsteller und Dramatiker.

## Ausbildung
Igor Kroitzsch machte eine Fotografenlehre und arbeitete danach im methodisch-diagnostischen Zentrum für Fernerkundung der Erde zum Thema Multispektral- und Falschfarbenfotografie. Danach war er vier Jahre Regieassistent im DEFA-Studio für Spielfilme.

## Schriftsteller und Dramatiker
Seit 1987 arbeitet Kroitzsch freiberuflich und lebt in Berlin und Goldbeck. Seit der Wende sind zahlreiche Dramen von ihm erschienen und uraufgeführt worden. Zudem hat er die Textvorlagen für zwei Hörspiele erstellt.

Im Jahr 1994 war Kroitzsch der erste Christian-Dietrich-Grabbe-Preisträger. Er erhielt den Preis für sein Stück Das Drama. Den Inhalt des Dramas kann man wie folgt zusammenfassen:
„Igor Kroitzsch hat einen vor Phantasie, Lebensnähe und absurder Komik sprühenden Text geschrieben, der den Irrwitz einer Situation zeigt, die, seit sieben Jahren, so fremd uns nicht ist. Der Text beginnt, ganz historisch, mit der Abberufung Hamlets durch Shakespeare, dem Tod Hamlets und der ‚Seinen‘, also mit einem Drama. Er kulminiert, ganz gegenwärtig, in der Anpassung der Kleinbürger an die durch Fortimbras Machtübernahme verkörperten neuen Verhältnisse – ein weiteres Drama.“
Neben seinem schriftstellerischen Engagement beteiligte sich Kroitsch 2003 auch an der Kunstausstellung „Unoccupied Territories“ in Berlin 2003.
2007 publizierten Theatermacher einen Aufruf zur „Pflege“ von Bühnenautoren über die Uraufführungen hinaus: Uns pflegen, heißt euch pflegen. 10 Wünsche für ein künftiges Autorentheater – mit der Bitte um Unterschrift und Unterstützung, den auch Igor Kroitzsch unterschrieben.

## Publikationen

### Hörspiele
- 1996: Was nun? Hörspielbearbeitung. Reinbek 1993, produziert: Deutschlandradio Berlin 1995, Regie: Albrecht Surkau. Hörspielfassung des Stückes Das Drama.[4]
- 1999: Mordio XY. Original-Hörspiel, Kriminalhörspiel. Deutschlandradio, Berlin, Regie: Albrecht Surkau. Kriminalparodie.[5]

### Dramen
- Die Busgesellschaft. Stück. Berlin 1990.
- Nachspiel. Mysterienspiel. Berlin 1990. Uraufführung: Theater an der Rott, Eggenfelden 2001, Regie: Peter Nüesch
- Das Drama. Stück. Edition Solitude, Stuttgart 1996, ISBN 978-3-929085-33-4.[11][1]
- Parvus. Historie. Berlin 1992; [verändert] Berlin 2001
- Ausgang zum Theater. Kammerspiel. Rowohlt Theaterverlag, Reinbek 1993. Szenisch: Schauspiel Neukölln im Saalbau, Berlin 2007, Regie: Paul M. Waschkau.
- Artemisia. Libretto-Struktur, geschrieben 1995.
- Stumme Hunde. Monologfragment. Stuttgart 1995.
- Der Hammer spricht. Monolog. Szenisch: Literaturforum im Brechthaus, Berlin, als auch im Brecht-Weigel-Haus, Buckow, beides 1996, Regie: Inge Gellert. Musikalisch: Projekttheater, Dresden 2001.
- Parvus am Golf. Groteske. Reinbek 1996. Lesungen: Berlin (2), Stuttgart, Literaturtelefon, szenisch: Landestheater Tübingen, 1996, Regie: Thomas Milz.[12][13]
- An dem Tor daran. Diatribe für eine Sprechoper. Musikdramaturgie / Komposition Jörg Mainka, Präsentation: Stuttgart 1996, Verwertung: Forum Neues Musiktheater, Stuttgart 2004, Regie: Hans Werner Kroesinger.
- Deutsches Wiegenlied. Fragment. Geschrieben 1997.
- Traumreise. Fragment, Stuttgart 1997.
- Mahlzeit. Dramolett. Berlin 1999.
- Warten auf Hitler. Drama. Berlin 1999.
- Über gewöhnliche Körperteile. Fragment. Berlin 1999.
- Nobiskrug. Totentanz. Berlin 2002.
- Tübingen Blick. Wachtraum. Berlin 2003.[14]
- Flickflack. Tragikomödie. Berlin 2004.
- Ernst. Stück. Berlin 2007. Uraufführung: NNU / Orphtheater, Berlin 2005, Regie: Uwe Schmieder.
- Pandoras Büchse. Lustspiel. 2008.
- Thermidor. Commedia dell’arte. 2009.[15]
- Mein vierzigster Geburtstag. Monodram. 2010.
- Stirner. Monodram. 2010.
- Tübingen Blick zwei. Traumgesicht. 2011.[16]
- Tübingen Blick drei. Alptraum. 2014.[17][18][19]

(Quelle:)

### Prosa
- Theater spielen, Stücke schreiben im neuen Deutschland. Stellungnahme zu einer Umfrage unter Theatermachern, Autoren und Kritikern aus der DDR. In: Theater heute: die Theaterzeitschrift. 31 (1990), Jahrbuch, S. 136.
- Detmolder Rede. Detmold 1994.
- Zehn Jahre Orphtheater. Laudatio. Berlin 2000.
- Fall Althusser. Aporie. Berlin 2006.
- Helsingörer Gespräche. Reminiszenzen. Berlin 2007.
- Zu Verstummen und Tod des Dramatikers Jochen Berg. Erinnerungen. Berlin 2009.

## Auszeichnungen
- 1990: 1. Preis Autorenwettbewerb Theater an der Rott für Nachspiel
- 1994: Christian-Dietrich-Grabbe-Preis für Das Drama[4]
- 1998: Präsenz-Stipendium im Stuttgarter Schriftstellerhaus